# برنارد تولنز
برنارد تولنز (آلمانی: Bernhard Tollens؛ ۳۰ ژوئیهٔ ۱۸۴۱ – ۳۱ ژانویهٔ ۱۹۱۸) یک شیمی‌دان اهل آلمان بود.